# 格蘭扁電視

紅色地區是格蘭扁電視的播出地區

格蘭扁電視（Grampian Television），現在多稱為STV北部（STV North），是一個獨立電視網下属特许经营机构。其範圍包括蘇格蘭北部和東北部、北方群島、外赫布里底群島等地區。格蘭扁電視開播於1961年9月30日，由STV集團所有管理。而STV是蘇格蘭格獨立電視牌照所有者。目前格蘭扁電視主要製作新聞節目，此外也會播出一些地方廣告。

## 外部連結
- stv.tv（页面存档备份，存于）